# Pirtobrutinib
Pirtobrutinib es un medicamento que se emplea en el tratamiento de varios tipos de cáncer, es un inhibidor de la tirosina quinasa. Se vende con el nombre comercial de 
Jaypircan. Su uso fue aprobado por la Agencia de Alimentos y Medicamentos de Estados Unidos (FDA) en enero de 2023 y por la Agencia Europea de Medicamentos en noviembre de 2023. Se administrra por vía oral.

## Indicacciones
En la Unión Europea su uso está aprobado para el tratamiento de pacientes adultos afectados por linfoma de células del manto en fase de recaída y que hayan recibido tratamiento previo con un inhibidor de la tirosina quinasa de Bruton. En Estados Unidos su uso está aprobado para el tratamiento de linfoma de células del manto y la leucemia linfática crónica.

## Mecanismo de acción
Es un inhibidor reversible y no covalente de la tirosina quinasa de Bruton.

## Efectos se secundarios
Los efectos secundarios más frecuentes son: sensación de fatiga, neutropenia y  diarrea. Los efectos secundarios graves más habituales son: neutropenia, anemia y trombocitopenia.